# Kazuyoshi Nakamura
Kazuyoshi Nakamura (中村 一義, Nakamura Kazuyoshi, Fujieda, 8 april 1955) is een Japans voormalig voetballer die als aanvaller speelde.

## Clubcarrière
In 1974 ging Nakamura naar de Hosei University, waar hij in het schoolteam voetbalde. Nadat hij in 1978 afstudeerde, ging Nakamura spelen voor Fujitsu. Nakamura beëindigde zijn spelersloopbaan in 1981.

## Japans voetbalelftal
Kazuyoshi Nakamura debuteerde in 1979 in het Japans nationaal elftal en speelde 5 interlands, waarin hij 1 keer scoorde.

## Statistieken
| Japans voetbalelftal | Japans voetbalelftal | Japans voetbalelftal |
| Jaar                 | Wed.                 | Dlp.                 |
| -------------------- | -------------------- | -------------------- |
| 1979                 | 5                    | 1                    |
| Totaal               | 5                    | 1                    |